# Gaius Maenius
Gaius Maenius (vermutlich Gaius Maenius Antiaticus)  war ein römischer Staatsmann und General, der 338 v. Chr. zum Konsul und zweimal, 320 und 314 v. Chr., zum Diktator ernannt wurde.

## Konsulamt und der Lateinische Krieg
Maenius wurde 338 v. Chr. als Abkömmling einer plebejischen Familie zusammen mit Lucius Furius Camillus während der letzten Phase des Zweiten Latinerkrieges zum Konsul gewählt. Er kommandierte die römische Marine, welche die Armeen von Antium, Lanuvium, Ariccia und Velitrae bei der Schlacht um Antium auf dem Fluss Astura schlug. Der Sieg sicherte die Eroberung von Latium. Nach dem Sieg nahm er sechs der Rammsporne von feindlichen Schiffen, „Rostra“ genannt, und platzierte diese im Forum Romanum, welche als „Rostra“ die Rednerbühne des Forums zierten. Sowohl Maenius als auch seinem Amtskollegen wurde ein Triumphzug in Rom gewährt, und ihnen wurden Reiterstatuen errichtet, was als seltene Ehre galt. Die Statue von Maenius wurde auf einer Säule in der Nähe des Kapitols platziert, die als „Columna Maenia“ bekannt wurde. Es ist auch möglich, dass er den Beinamen „Antiaticus“ in Anlehnung an seinen Sieg annahm.

## Zeit als Diktator und Censor
320 v. Chr. wurde Maenius zum Diktator ernannt, um Verschwörungen und Geheimpläne der angesehensten Familien Roms zu untersuchen, die mit den Bürgern von Capua zusammenarbeiteten. Maenius ernannte Marcus Foslius Flaccinator zu seinem Magister Equitum, und gemeinsam begannen sie mit den Untersuchungen. Ihre Untersuchungen störten die Familien Roms zusehends, und Capua begann schließlich 319 v. Chr. offen gegen Rom zu revoltieren. Die Situation eskalierte, als die römischen Adeligen die Verurteilung von Maenius und Foslius verlangten. Beide gaben ihre Ämter auf und verlangten von den sich im Amt befindenden Konsulen Lucius Papirius Cursor und Quintus Publius Philo einen Gerichtsprozess. Die Konsule stimmten zu, und beide Männer wurden freigesprochen.
Mit seinem intakten Ruhm gelang es Maenius 318 v. Chr., gemeinsam mit Lucius Papirius Crassus zum Censor gewählt zu werden. Während seiner Amtszeit errichtete er Balkone in der Nachbarschaft des Forum Romanum, welche er nach sich, „Maeniana“, benannte. Diese dienten dem Zweck, Zuschauern mehr Platz zum Betrachten der Spiele zu bieten, die in hölzernen Arenen auf dem Forum abgehalten wurden. 314 v. Chr., während des Zweiten Samnitenkrieges, kamen Gerüchte über eine erneute Revolte Capuas gegen Rom auf, die von Ovius und Novius Calavius angeführt werden sollte. Das Ziel sei die Abspaltung Campanias von der römischen Allianz und der Anschluss an die Samniten. Von diesen Gerüchten alarmiert, ernannte Rom Maenius zum zweiten Mal zum Diktator, der wiederum Marcus Foslius Flaccinator erneut zu seinem „Magister Equitum“ ernannte. Bevor Maenius jedoch die Untersuchung der Gerüchte beginnen konnte, nahmen sich die Brüder Calavius das Leben und entzogen sich so einem Prozess.